# Шаурья Чакра
Шаурья Чакра (хинди «शौर्य चक्र», англ. «Shaurya Chakra») — военная награда Индии, вручаемая за проявленную храбрость в условиях, не связанных с непосредственными боевыми действиями. Учреждена в 1952 году как третья по значимости награда за мужество после Ашока Чакры и Кирти Чакры. Может присуждаться как военнослужащим, так и гражданским лицам, в том числе посмертно.

## История
Награда была учреждена 4 января 1952 года под первоначальным названием «Ашока Чакра (Класс III)», а 27 января 1967 года переименована в «Шаурья Чакра».

## Критерии награждения
«Шаурья Чакра» вручается за «доблесть, отвагу и самоотверженность» в ситуациях, не связанных с прямым военным противостоянием. Среди возможных оснований для награждения — участие в антитеррористических операциях, спасение людей в чрезвычайных ситуациях, проявление героизма при исполнении служебного долга.
Возможно повторное награждение. В этом случае на ленту крепится специальная планка. 19 августа 1967 года решением Президента Индии для «Шаурья Чакра» был введён постноминальный титул: все кавалеры «Шаурья Чакра» получили право писать после своего имени буквы «SC».
С 1 февраля 1999 года кавалеры «Шаурья Чакра» получали ежемесячную государственную стипендию в размере 750 ₹. Штат Джамму и Кашмир выплачивает дополнительную денежную премию в размере 700 ₹ кавалерам проживающим на территории штата. Позже государственная стипендия выросла до 3000 ₹, а с 1 августа 2017 года государственная стипендия составила 6000 ₹.
Право на получение «Шаурья Чакра» имеют следующие категории лиц:
- Военнослужащие всех званий: Армии, Военно-морских сил и Военно-воздушных сил Индии; Резервных подразделений; Территориальной армии; Ополчения (Милиции); Иных законодательно утверждённых военизированных формирований.
- Сотрудники медицинских служб Вооружённых сил (включая сестринский состав).
- Гражданские лица (независимо от пола и рода деятельности), включая сотрудников полиции, бойцов центральных сил специального назначения (парамилитарных формирований), сотрудников железнодорожной полиции (Railway Protection Force).

## Описание награды
Аверс
Медаль круглой формы диаметром 35 мм (1⅜ дюйма), изготовлена из бронзы. В центре расположено изображение колеса Ашоки (чакра), окружённое венком из лотосов. Край медали украшен орнаментом. Награда крепится к ленте при помощи прямой планки-подвески.
Реверс
На медалях, вручавшихся до 1967 года, центральная часть оставалась пустой. В верхней части по окружности выполнена надпись хинди «अशोक चक्र», в нижней части — аналогичная надпись англ. «ASHOKA CHAKRA». По бокам изображены стилизованные цветки лотоса. Отсутствие обозначения класса награды и пустое поле в центре, вероятно, предназначалось для гравировки данных награждённого.
На медалях образца 1967 года и позднее надписи заменены на хинди «शौर्य चक्र» вверхней части и англ. «Shaurya Chakra» в нижней.
Лента
Ширина ленты — 30 мм. Цветовая гамма состоит из тёмно-зелёного и оранжевого цветов в следующем порядке:
- тёмно-зелёный (6 мм)
- оранжевый (2 мм)
- тёмно-зелёный (6 мм)
- оранжевый (2 мм)
- тёмно-зелёный (6 мм)
- оранжевый (2 мм)
- тёмно-зелёный (6 мм).